# Landin (Kotzen)
Landin è una frazione del comune tedesco di Kotzen, nel Brandeburgo.

## Storia
Nel 2003 il comune di Landin venne soppresso e aggregato al comune di Kotzen.